# نهر كوكو
نهر كوكو (بالإسبانية: Coco River)‏ هو نهر تقع في هندوراس في .